# Lionel Mathis
Lionel Mathis (* 4. Oktober 1981 in Montreuil) ist ein ehemaliger französischer Fußballspieler.

## Vereinskarriere
Der 174 Zentimeter große Mittelfeldspieler Mathis begann das Fußballspielen bei der im Pariser Großraum beheimateten US Vaires aus Vaires-sur-Marne. Im Alter von 14 Jahren glückte ihm 1995 die Aufnahme in das nationale Jugendleistungszentrum INF Clairefontaine. 1998 wurde er in die Jugendabteilung des Profiklubs AJ Auxerre aufgenommen. Mit der A-Jugend des Vereins gewann er ein Jahr darauf den landesweiten Juniorenpokalwettbewerb Coupe Gambardella. Im Jahr 2000 unterschrieb er seinen ersten Profivertrag, wurde er in der nachfolgenden Zeit aber zunächst nicht für die Erstligamannschaft berücksichtigt. Sein Debüt in der höchsten nationalen Spielklasse gab der damals 19-Jährige am 13. Januar 2001, als er bei einem 1:1-Unentschieden gegen den FC Nantes in der 84. Minute als Ersatzspieler für Olivier Kapo auf den Platz kam. Anschließend wurde er regelmäßig wieder ins Team berufen und bestritt am 7. Februar desselben Jahres bei einem 2:0-Sieg über den FC Toulouse seine erste Partie über die volle Spielzeit von 90 Minuten. In der Rückrunde der Saison 2001/02 avancierte der hauptsächlich im zentralen Mittelfeld aufgebotene Mathis, der auch auf allen anderen Mittelfeldpositionen eingesetzt wurde, zum Stammspieler. In der nachfolgenden Zeit konnte er mit derart guten Leistungen überzeugen, dass er 2003 zum Nachwuchsspieler des Jahres der Liga ausgezeichnet wurde; diese Ehre wurde vor und nach ihm hauptsächlich kommenden Nationalspielern zuteil.
Bei Auxerre war er kurz nach der Jahrtausendwende Teil einer der stärksten Mannschaften Frankreichs, die sich 2002 sogar für die UEFA Champions League 2002/03 qualifizierte. Am 30. Oktober 2002 stand er bei einer Begegnung gegen die PSV Eindhoven von Beginn an auf dem Platz und absolvierte damit sein erstes Spiel in der Königsklasse des europäischen Fußballs. Das Team wurde Gruppendritter, durfte im UEFA-Pokal weiterspielen und schied dort im Achtelfinale gegen den FC Liverpool aus. Überdies schaffte die Elf den Einzug ins französische Pokalendspiel 2003, wo sie auf Paris Saint-Germain traf. Mathis war Teil der Startelf und gewann durch einen 2:1-Erfolg die Trophäe. In der Spielzeit 2004/05 machte er auf kontinentaler Ebene auf sich aufmerksam, als er mit Auxerre das Viertelfinale des UEFA-Cups erreichte. Zudem glückte der Einzug ins nationale Pokalfinale 2005, das die Mannschaft gegen den CS Sedan durch einen Treffer in der Nachspielzeit der zweiten Halbzeit mit 2:1 für sich entschied; Mathis stand dabei als Stürmer auf dem Platz, konnte allerdings kein eigenes Tor beitragen. Im November 2006 stieß er bei einer Begegnung gegen Girondins Bordeaux mit dem gegnerischen Torwart Ulrich Ramé zusammen, verletzte sich dabei und fiel für mehr als vier Monate aus. Danach schaffte er zwar die Rückkehr, war aber nicht mehr als Stammspieler gesetzt und wechselte im Sommer 2007 mit dem Auslaufen seines Vertrags bei Auxerre zum Erstligarivalen FC Sochaux.
Kurz nach seinem Wechsel zu Sochaux verletzte er sich am Anfang der Spielzeit 2007/08 erneut und musste sich anschließend mit gelegentlichen Einsätzen begnügen. Dies führte dazu, dass er 2008 an den Zweitligisten EA Guingamp verliehen wurde. Bei Guingamp wurde er sofort zum Leistungsträger und durfte im Pokalfinale 2009 gegen den Stade Rennes zum dritten Mal um die Trophäe spielen. Zum dritten Mal endete die Partie mit 2:1 zugunsten seiner Mannschaft und brachte ihm den Titelgewinn ein. Kurz darauf kehrte er nach Sochaux zurück, um an der Vorbereitung auf die Saison 2009/10 teilzunehmen, wechselte aber schon wenig später für ein dauerhaftes Engagement nach Guingamp. 2010 musste er den Sturz in die Drittklassigkeit hinnehmen, blieb dem Klub dabei dennoch treu und wurde daraufhin zum Kapitän des Teams ernannt. Ein Jahr darauf gelang die Rückkehr in die zweite Liga und 2013 schaffte er mit dem in der Bretagne beheimateten Verein den Aufstieg in die oberste Spielklasse. So kehrte er als unumstrittener Stammspieler in die Erstklassigkeit zurück und erreichte außerdem das Pokalendspiel 2014. Er führte die Mannschaft als Kapitän in eine Begegnung, bei der sie erneut auf den Stade Rennes traf. Allerdings war er der einzige Spieler Guingamps, der schon am Erfolg fünf Jahre zuvor beteiligt gewesen war. Da sich seine Elf mit 2:0 durchsetzte, verbuchte er seinen vierten Gewinn dieses Wettbewerbs. Damit ist er einer der erfolgreichsten Spieler in der fast hundertjährigen Geschichte dieses Wettbewerbs; lediglich drei Fußballer (Marceau Somerlinck, Dominique Bathenay und Alain Roche) haben die Coupe de France noch einmal häufiger als Mathis gewonnen.
Im Anschluss an den Pokalerfolg behielt er seine Rolle als Leistungsträger und überstand mit seiner Mannschaft in der Europa League 2014/15 die Gruppenphase, bevor sie in der nachfolgenden Runde an Dynamo Kiew scheiterte. In der Spielzeit 2015/16 ging es für Guingamp vor allem um die Sicherung des Klassenerhalts, wobei Mathis als Kapitän deutlich an Einsatzzeiten einbüßte. Nach dem Auslaufen seines Vertrags wechselte er im Sommer 2016 zu seinem früheren Verein AJ Auxerre in die zweite Liga. 2017 beendete er mit 35 Jahren seine Karriere.

## Nationalmannschaft
Als Nachwuchsspieler stand Mathis für mehrere französische Jugendauswahlmannschaften auf dem Platz, zuerst für das U-15-Nationalteam. Mit der U-18-Mannschaft nahm er an der U-18-Europameisterschaft 2000 teil und gewann durch einen 1:0-Finalsieg gegen die Ukraine den Titel. Zwei Jahre darauf war er Mitglied im Kader für die U-21-Europameisterschaft 2002 und zog mit Frankreich ins Endspiel ein; dort war die Elf den Tschechen im Elfmeterschießen unterlegen. Am 18. November 2003 trug er bei einer 1:2-Niederlage gegen Portugal zum letzten Mal das Trikot der U-21-Mannschaft. Zu einem Einsatz für die A-Nationalmannschaft Frankreichs kam er nie.